# 宅配クリーニング
宅配クリーニング（たくはいクリーニング）とは、利用者が店舗に持ち込むのではなく、店側が利用者の自宅や会社などにクリーニング品の集配や配達をするサービスの総称である。
クリーニング品の集配や配達を行うのは、大半はクリーニング店だが、近年はそれだけを専門に扱うサービス会社も登場し、また遠隔地では宅配便や運送業者が代行する場合もある。
宅配クリーニングの認知率は年々増加傾向にあり、249人の男女を対象に2024年に実施したアンケート調査によると、「宅配クリーニングを知っている」と回答した人は、60%以上である。ただ、その中でも「利用したことがある」と回答した人は、全体の20％に留まり、認知度に比べて実際の利用率は低い。
出典
1. ↑  “宅配クリーニングの認知率は66.6％と大健闘！１番有名な業者は「ホワイト急便」という結果に”.   カジナビ（KAJINAVI）. 2024年5月28日閲覧。[信頼性要検証]